# John Appel
Pour les articles homonymes, voir Appel.
John Appel, né le 25 novembre 1958 à Wognum, est un  réalisateur, producteur et scénariste néerlandais.

## Filmographie
- 1999 : André Hazes - She Believes in Me[2]
- 2002 : Good Husband, Dear Son de Heddy Honigmann[3]
- 2004 : The Last Victory[4]
- 2007 : Emoticons de Heddy Honigmann
- 2007 : Dutch Junkies : co-réalisé avec Heddy Honigmann[5]
- 2009 : The Player
- 2012 : Wrong Time Wrong Place[6]
- 2018 : Sprekend Nederland